# La messaggera delle anime
La messaggera delle anime è un romanzo fantasy della scrittrice statunitense Lois McMaster Bujold. Pubblicato nel 2003 ha vinto sia il premio Nebula sia il premio Hugo quale miglior romanzo.
Il libro è il secondo capitolo di una trilogia chiamata Il ciclo di Chalion, dal nome del regno dove sono ambientate le vicende (precedente L'ombra della maledizione). 

## Trama
(Benedizione al Bastardo)
La storia prende il via poco tempo dopo la conclusione del precedente capitolo. Protagonista della vicenda è la Royina (Regina) Vedova Ista finalmente libera dalla maledizione che attanagliava la sua famiglia ma ancora afflitta dal ricordo dei terribili avvenimenti che hanno sconvolto la sua vita.
Per sottrarsi al dolore e alle costanti attenzioni che le sono dedicate come Royina e come convalescente dalla lunga malattia Ista decide di intraprendere, in incognito, un pellegrinaggio in compagnia di un Divino (appartenente all'ordine religioso) del Bastardo e di pochi fidati compagni. Per la prima volta da molti anni animata da nuovi pensieri e desideri, si lancerà in un viaggio che la porterà a fare i conti con il proprio passato e i propri rimorsi: seguendo terribili visioni riguardanti un castello sconosciuto e un uomo morente una serie di terribili circostanze la porterà a incontrare Arhys dy Lutez, figlio di quel Lord dy Lutez che lei ha contribuito ad uccidere.

## Edizioni
- Lois McMaster Bujold, La messaggera delle anime, traduzione di Rossana Terrone, Editrice Nord, 2004,  p. 450, ISBN 88-429-1338-3.